# Kustrzebka wygięta

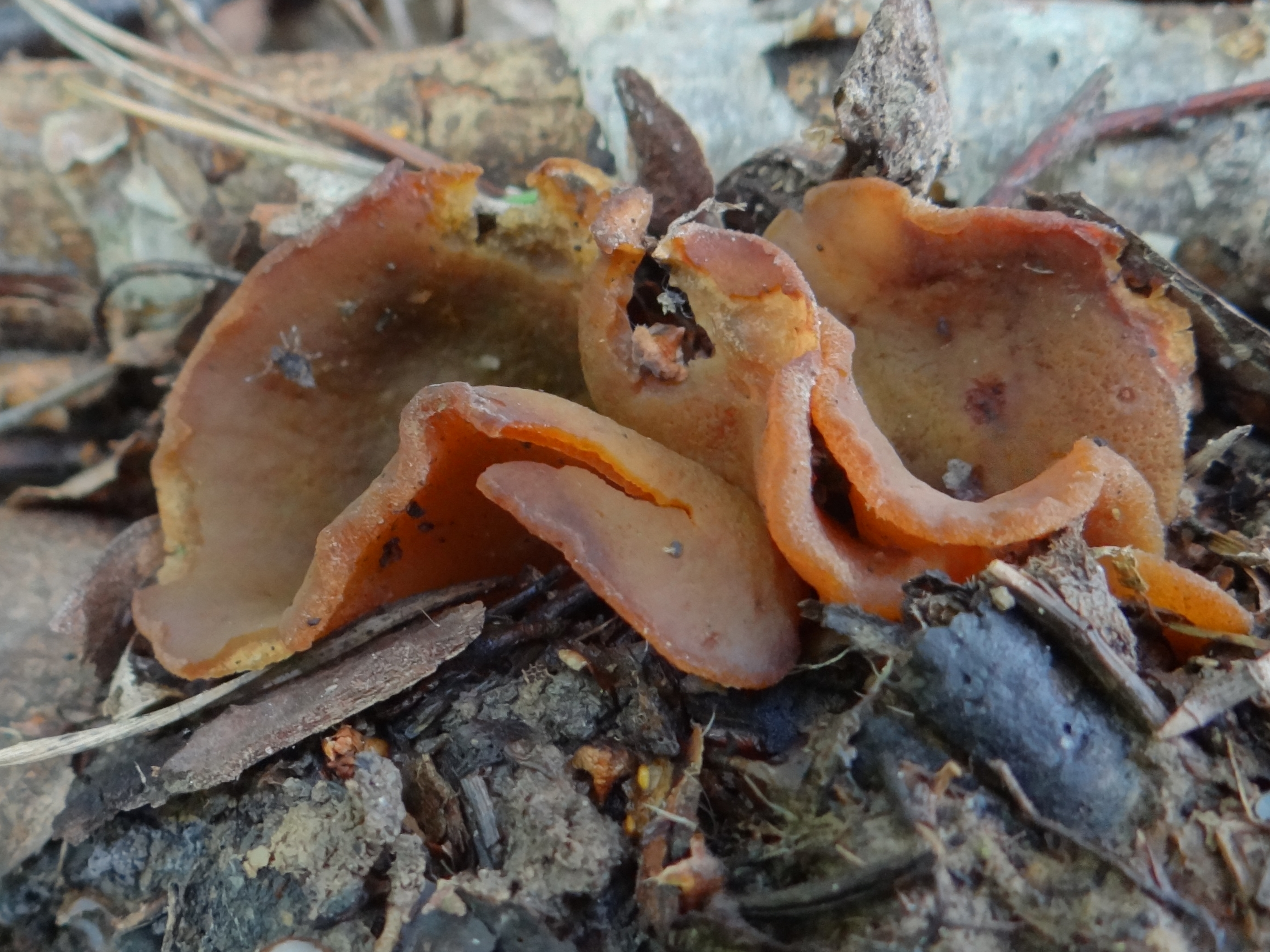

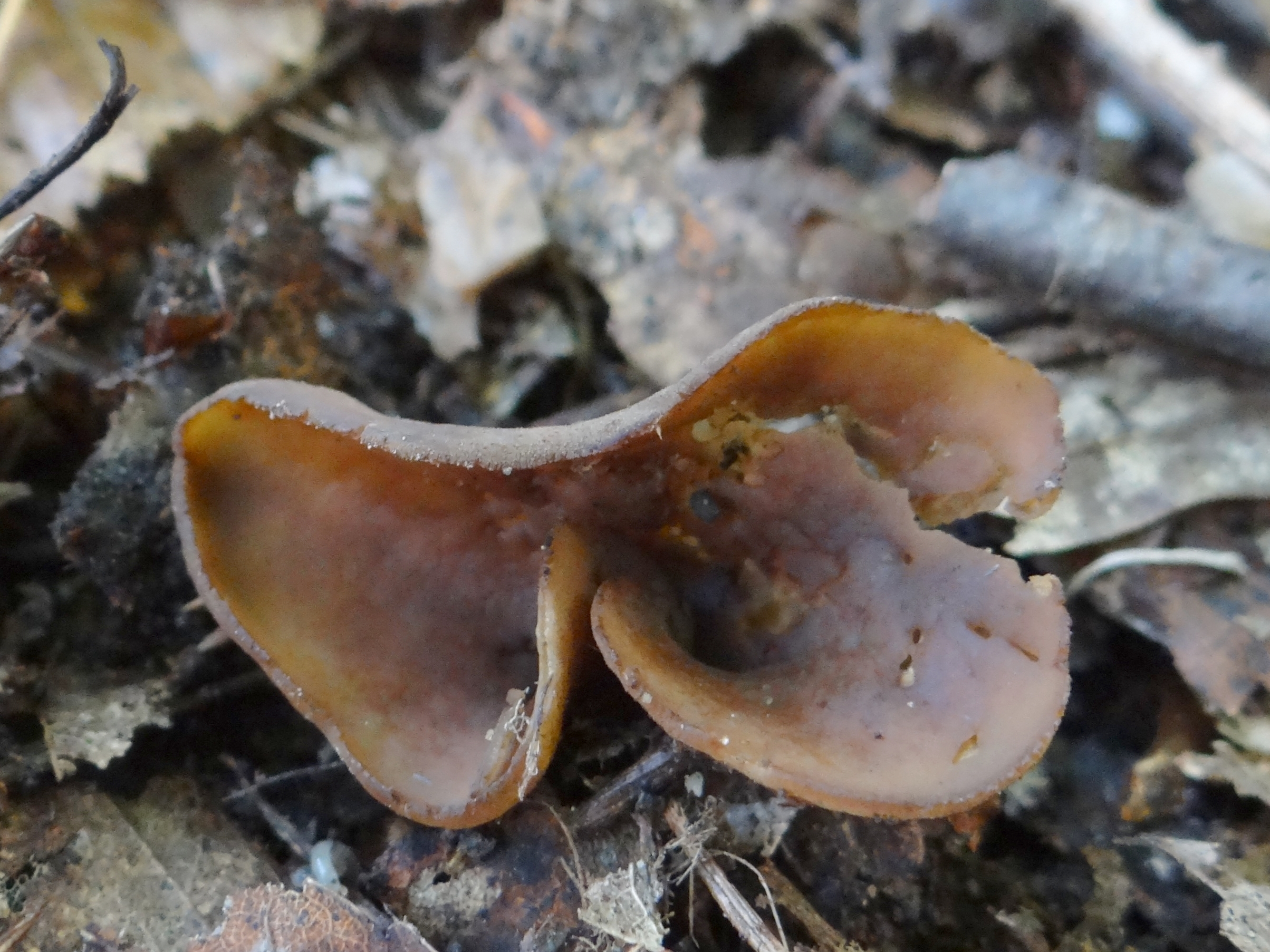

Kustrzebka wygięta (Peziza repanda Wahlenb.) – gatunek grzybów z rodziny kustrzebkowatych (Pezizaceae).

## Systematyka i nazewnictwo
Pozycja w klasyfikacji według Index Fungorum: Peziza, Pezizaceae, Pezizales, Pezizomycetidae, Pezizomycetes, Pezizomycotina, Ascomycota, Fungi.
Niektóre synonimy nazwy naukowej:
- Aleuria ampliata var. linteicola (W. Phillips & Plowr.) Boud. 1907
- Aleuria repanda (Wahlenb.) Gillet 1886
- Discina repanda (Wahlenb.) Sacc. 1889
- Galactinia repanda (Wahlenb.) Le Gal 1962
- Geopyxis cocotina var. linteicola (W. Phillips & Plowr.) Massee 1887
- Infundibulum linteicola (W. Phillips & Plowr.) Velen. 1934
- Peziza linteicola W. Phillips & Plowr. 1887
- Plicaria repanda (Wahlenb.) Rehm 1894[2].

Nazwa polska według M.A. Chmiel.

## Morfologia
Owocnik
Osiąga średnicę 6–12 cm. Młode owocniki mają miseczkowaty kształt, u starszych miseczka ta wskutek nierównomiernego wzrostu ulega pozaginaniu i staje się silnie nieregularna. Do podłoża przyrasta centralnie, bez trzonu. W młodości owocnik jest jasny, później ciemnieje, tak, że górna powierzchnia staje się brązowa. Górna powierzchnia miseczki starszych okazów jest pomarszczona, szczególnie w centrum. Miąższ bladobrązowy, kruchy, bez wyraźnego zapachu i smaku.
Cechy mikroskopowe
Zarodniki eliptyczne, gładkie, bez olejowych kropli. Mają rozmiar 11–16 × 6–10 μm. Worki 8-zarodnikowe, o rozmiarach 225 × 15 μm.
Gatunki podobne
Jest kilka podobnych gatunków kustrzebek, jednak zestawienie kilku cech pozwala odróżnić kustrzebkę wygiętą: rośnie na próchniejącym drewnie, starsze owocniki mają powyginane miseczki, miąższ kruchy, wewnętrzna powierzchnia brązowa i pomarszczona, zarodniki gładkie, bez kropli olejowej.

## Występowanie i siedlisko
Występuje w Ameryce Północnej, Europie, Australii, Korei, Japonii, Nowej Zelandii.
Saprotrof. Rozwija się na dobrze spróchniałym drewnie w lesie, najczęściej na drewnie drzew liściastych. Często występuje na różnego rodzaju resztkach drzewnych zagrzebanych w ziemi. Owocniki występują od wiosny do jesieni pojedynczo lub w niewielkich grupkach.